# Anjou
Anjou (výslovnost [anžu], fr. [ɑ̃ʒu]) je historické území s centrem ve městě Angers v západní Francii na dolním toku Loiry. V letech 861–1360 anjouovské hrabství, poté anjouovské vévodství, ze kterých pocházely různé panovnické rody nazývané Anjouovci. Rozloha byla přibližně 8 000 km2. Velká část území se dnes nachází v departementu Maine-et-Loire a v části departementů Indre-et-Loire, Mayenne, Sarthe a Deux-Sèvres.
Anjou je známé jako vinařská oblast údolí Loiry nebo svými stavbami ze světlého vápence krytými tmavou břidlicí, například část zámků na Loiře.

## Historie

Anjou v 18. století

V dobách římské Galie sídlil na okraji Armoriky keltský kmen Andekávů (Andegávů, Andů) a po nich bylo město Juliomagus později pojmenované civitas Andecavorum. Z těchto jmen se v průběhu staletí vyvinuly tři odlišné názvy: Angers pro město, Anjou pro území a angevin jako přídavné jméno k území, synonymum pro d'Anjou.
V období západofranské říše v polovině 9. století začalo být území Anjou ohrožováno nově založeným bretaňským královstvím ze západu a od severu nájezdy germánských Vikingů. Karel Holý zde proto zřídil ochranou marku a jejím obráncům pak byl udílen titul vikomt z Angers a hrabě z Anjou. Na severu se ještě nacházelo nárazníkové hrabství Maine s centrem v Le Mans.
Hraběcí titul z Anjou získali nejdříve členové budoucí královské dynastie Robertovců, v letech 930–1060 zde vládla dynastie Ingelgerů. Zakladatel další dynastie byl Geoffroy z Gâtinais, syn Ermengardy z Anjou. Ve 12. století z této dynastie vzešli panovníci rozsáhlé anjouovské říše a králové Anglie z dynastie Plantagenetů. Od 13. století bylo Anjou těsně připoutáno k francouzskému království a Anjouovci z královské dynastie Kapetovců se stali panovníky sicilského království.
Vévodství zaniklo v důsledku reorganizace během velké francouzské revoluce, titulárně si jej však stále nárokují potomci ze španělské královské dynastie Bourbon-Anjou.

## Znak Anjou

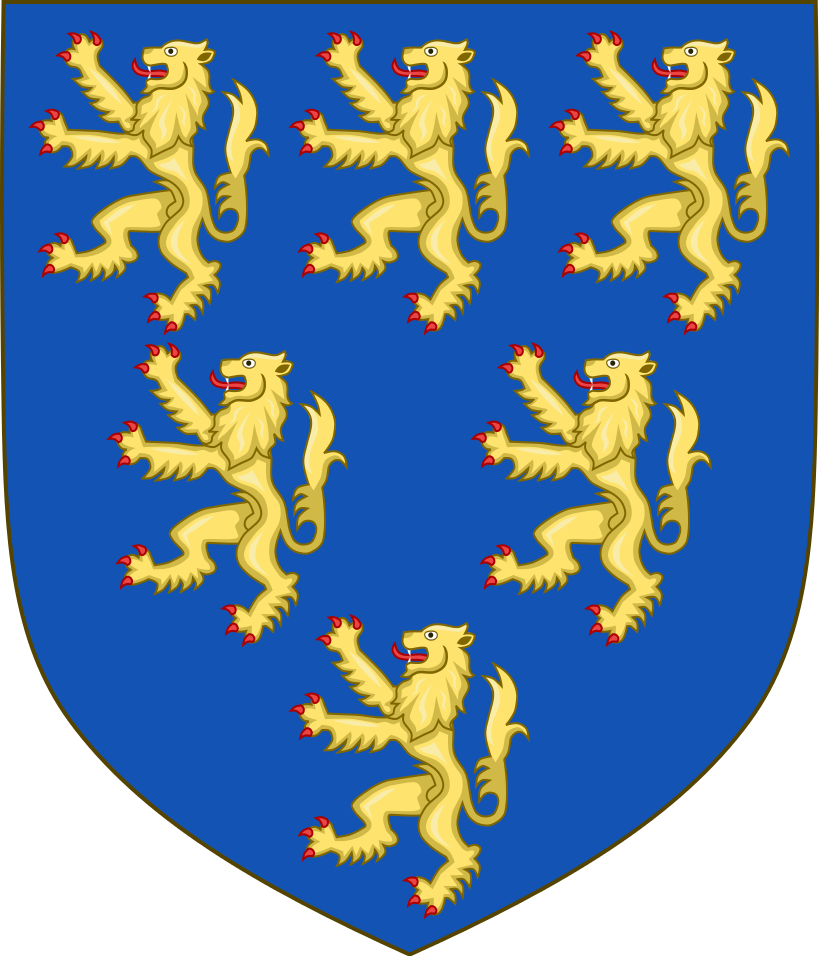
Znak hrabství Anjou za vlády Plantagenetů
Znak hrabství Anjou za vlády Kapet-Anjouovců
Znak hrabství Anjou za vlády rodu Valois
Znak vévodství Anjou za vlády rodu Valois